# Mooney M20
Il Mooney M20 è un monomotore da turismo ad ala bassa progettato da Al Mooney e prodotto dalla statunitense Mooney Airplane Company a partire dal 1955 in oltre 11 000 esemplari.

## Sviluppo
Il Mooney M20 è derivato dal monoposto M18 Mite, che entrò in produzione nel 1947. Il primo volo dell'M20 avvenne il 3 settembre 1953 e l'aereo ottenne la certificazione il 24 agosto 1955. L'aereo riscosse da subito un discreto successo grazie alla sua velocità di crociera di 270 km/h ottenibile con un economico motore Lycoming O-320 da 110 kW: l'aereo venne venduto in 10 esemplari nel 1955, 51 nel 1956 e 105 nel 1957.

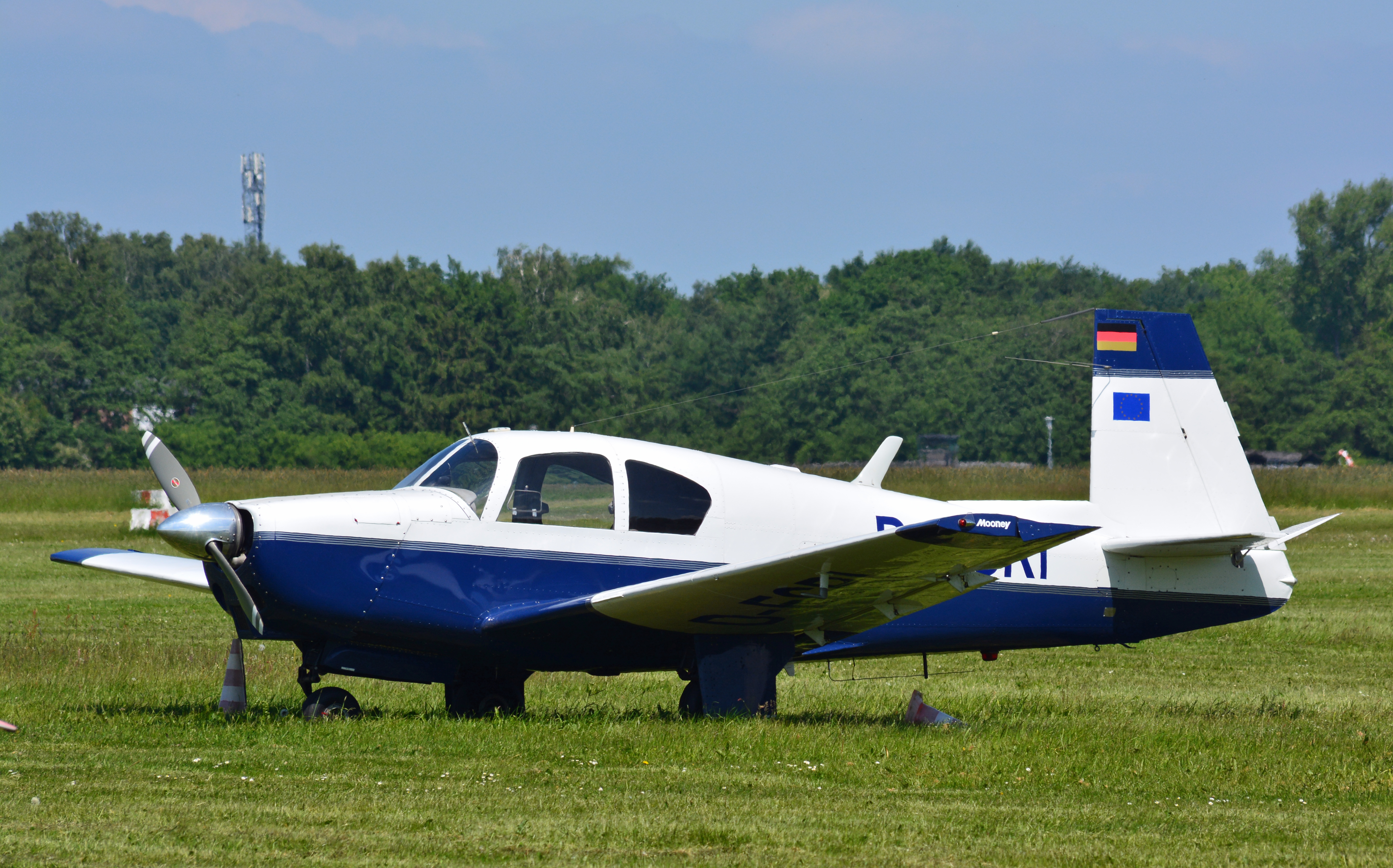
Un M20C presso l'aeroporto di Uetersen

Nel 1958 è entrata in commercio la versione M20A con un Lycoming O-360-A1A da 180 kW nonché ultima versione ad avere ali e impennaggi lignei che vennero sostituiti, in seguito a una prescrizione di aeronavigabilità della FAA, da strutture metalliche a causa del rapido deterioramento del quale soffrivano. La versione M20B, la prima interamente metallica, venne introdotta in servizio nel 1960; nel 1961 venne introdotta la versione M20C seguita nel 1963 dall'M20D, analogo all'M20C ma con il carrello fisso concepito per l'addestramento e per ridurre i costi di gestione. Nel 1965 venne introdotto un pilota automatico che controllava i movimenti di rollio e imbardata. La versione M20F del 1966 ha una fusoliera allungata di 25 cm, un terzo finestrino per lato e una capacità di combustibile di 240 l contro i 200 delle versioni precedenti. La versione M20G aveva la fusoliera dell'M20F e il motore dell'M20C, meno potente rispetto all'IO-360 dell'M20F, risultando pertanto più lenta di quest'ultima.

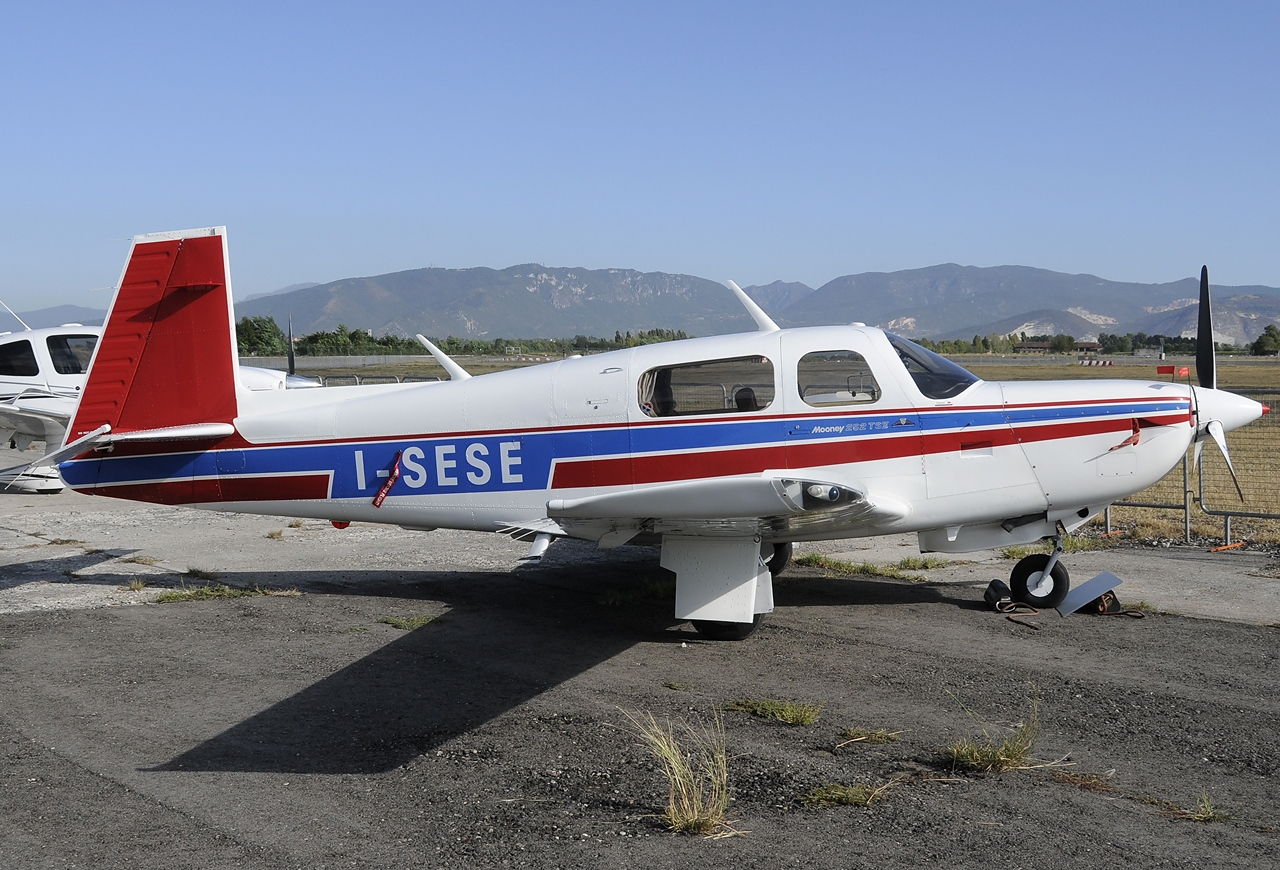
Un M20K presso l'Aeroporto di Brescia-Montichiari

Nel 1969 Mooney, sull'orlo della bancarotta, venne acquistata da Butler Aviation International e nel 1971 lo stabilimento di Kerrville venne chiuso, arrestando la produzione dell'M20. Nel 1973 Mooney venne acquistata da Republic Steel e, su iniziativa di un dirigente che possedeva un M20, la produzione dell'aereo venne riattivata a gennaio 1974. Nel 1979 venne prodotta la prima versione con motore turbocompresso, l'M20K 231 capace di raggiungere 231 miglia orarie (370 km/h), che si differenziava dalle precedenti grazie alla maggiore apertura alare e alla capacità di combustibile incrementata a 300 l. Nel 1988, sulla versione M20L PFM con un motore Porsche PFM 3200, la fusoliera è stata ulteriormente allungata di 50 cm.
Nel 2008, a causa delle condizioni economiche della grande recessione, Mooney ha interrotto la produzione dell'M20. Nel 2014, grazie all'investimento di una società cinese, la produzione venne riavviata e nel 2016 vennero commercializzate le versioni M20U Ovation Ultra e M20V Acclaim Ultra.

## Tecnica

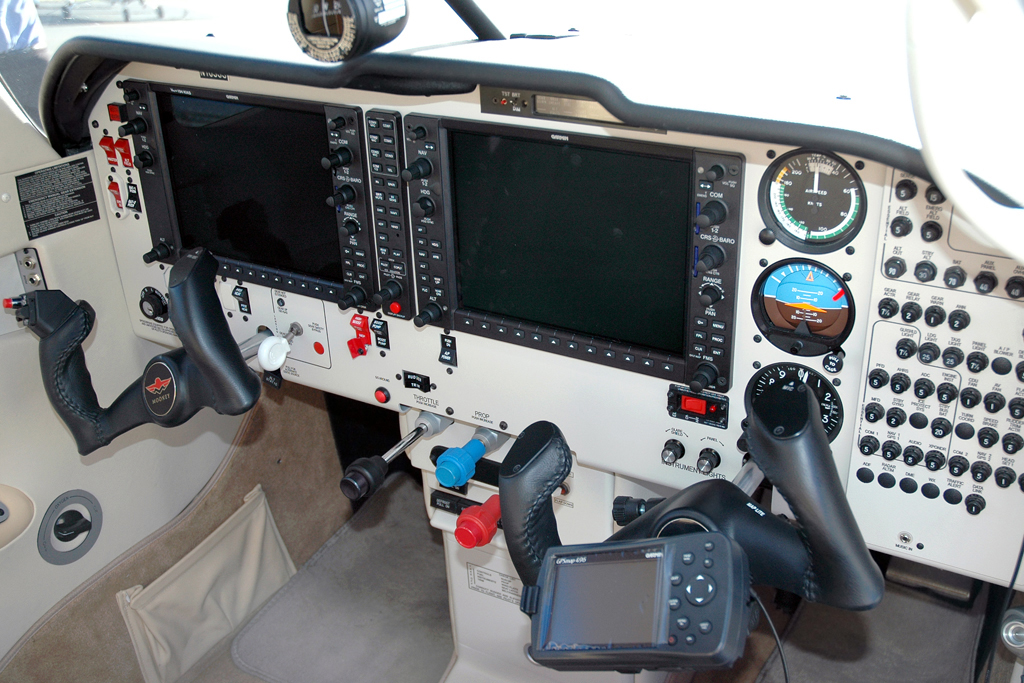
Pannello di un M20TN Acclaim

Ad eccezione delle prime versioni che avevano ali e superfici di coda lignee, la fusoliera dell'aereo è interamente in lega di alluminio. La porzione anteriore della fusoliera ha una struttura tubolare metallica rivestita in lega di alluminio, ad eccezione delle versioni M20U e M20V sulle quali il guscio è in composito, mentre la porzione posteriore è in semi-monoscocca. Le ali sono rastremate per ridurre i vortici di estremità; sulle ultime versioni sul bordo d'attacco sono installate una stall strip per semiala con lo scopo di prevenire lo stallo. Gli equilibratori sono un'unica superficie senza alette compensatrici e la deriva ha il bordo d'ingresso quasi ortogonale all'asse longitudinale dell'aereo. Il carrello d'atterraggio triciclo anteriore è realizzato in acciaio e si retrae, ad eccezione di quello della versione dell'M20D che è fisso, all'interno della fusoliera; per azionare il carrello, così come i flap, le prime versioni disponevano di un sistema idro-meccanico manuale che successivamente è stato sostituito da un sistema elettrico affiancato da uno a manovella o a cavi di backup. Il combustibile è alloggiato in due serbatoi collocati nelle ali a ridosso della fusoliera ed è trasferito al motore con una pompa guidata dal motore sostituita da una pompa elettrica in caso di avaria alla principale. Sugli M20 di prima produzione è installato un motore a quattro cilindri Lycoming O-320, sulle versioni dalla M20A alla M20J un motore della famiglia Lycoming O-360, sugli M20K un Continental TSIO-360 da sei cilindri turbocompresso, sugli M20L un Porsche PFM 3200, sugli M20M un Lycoming TIO-540 turbocompresso a sei cilindri, sulle versioni da M20R a M20V un motore della famiglia Continental IO-550 turbocompresso a sei cilindri. Su molti M20, ad eccezione di quelli con motore turbocompresso, è possibile non filtrare una porzione di aria da aspirare nei cilindri per non causare una perdita di pressione e generare maggiore potenza.

## Versioni

### Tabella riassuntiva delle versioni
| Versione                 | Data di certificazione | Motore                                                                         | Potenza          | Cilindri | Peso massimo al decollo | Periodo di produzione | Note |
| ------------------------ | ---------------------- | ------------------------------------------------------------------------------ | ---------------- | -------- | ----------------------- | --------------------- | --- |
| M20                      | 24 agosto 1955         | Lycoming O-320                                                                 | 110 kW (150 shp) | 4        | 1 111 kg                | 1955–1958             | |
| M20A                     | 13 febbraio 1958       | Lycoming O-360-A1A                                                             | 130 kW (180 shp) | 4        | 1 111 kg                | 1958–1960             | |
| M20B                     | 14 dicembre 1960       | Lycoming O-360-A1A oppure Lycoming O-360-A1D                                   | 130 kW (180 shp) | 4        | 1 111 kg                | 1961                  | Prima versione interamente metallica |
| M20C Ranger              | 20 ottobre 1961        | Lycoming O-360-A1D oppure Lycoming O-360-A1A                                   | 130 kW (180 shp) | 4        | 1 168 kg                | 1962–1978             | Superfici di controllo con maggiore angolo di deflessione, peso a vuoto ridotto, peso massimo al decollo aumentato e nuove luci di atterraggio; versione più prodotta con 4 244 esemplari |
| M20D Master              | 15 ottobre 1962        | Lycoming O-360-A1D oppure Lycoming O-360-A2D                                   | 130 kW (180 shp) | 4        | 1 134 kg                | 1963–1966             | Carrello non retrattile ed elica a passo fisso |
| M20E Super 21/Chaparral  | 4 settembre 1963       | Lycoming IO-360-A1A                                                            | 150 kW (200 shp) | 4        | 1 168 kg                | 1964–1975             | La versione M20E Chaparral è dotata di flap e carrello d'atterraggio azionati elettricamente                                                                                              |
| M20F Executive 21        | 25 luglio 1966         | Lycoming IO-360-A1A                                                            | 150 kW (200 shp) | 4        | 1 243 kg                | 1966–1977             | Versione allungata dell'M20E con capacità di combustibile aumentata |
| M20G Statesman           | 13 novembre 1967       | Lycoming O-360-A1D                                                             | 130 kW (180 shp) | 4        | 1 145 kg                | 1968–1970             | Versione allungata dell'M20C |
| M20J 201                 | 27 settembre 1976      | Lycoming IO-360-A1B6D oppure Lycoming IO-360-A3B6D oppure Lycoming IO-360-A3B6 | 150 kW (200 shp) | 4        | 1 242 kg                | 1977–1987             | |
| M20K 231                 | 16 novembre 1978       | Continental TSIO-360-GB1/3/4 oppure Continental TSIO-360-LB1                   | 160 kW (210 shp) | 6        | 1 315 kg                | 1979–1985             | Apertura alare e capacità di combustibile aumentate; prima versione con motore turbocompresso                                                                                             |
| M20K 252                 | 1986                   | Continental TSIO-360-MB1/2                                                     | 160 kW (210 shp) | 6        | 1 315 kg                | 1986–1990             | M20K 231 rimotorizzato per risolvere problemi di surriscaldamento |
| M20L PFM                 | 25 febbraio 1988       | Porsche PFM 3200                                                               | 162 kW (217 shp) | 6        | 1 315 kg                | 1988–1990             | La maggior parte di questi aerei è stata rimotorizzata a causa della cessazione della produzione del motore                                                                               |
| M20M TLS/Bravo           | 28 giugno 1989         | Lycoming TIO-540-AF1A/AF1B                                                     | 200 kW (270 shp) | 6        | 1 528 kg                | 1989–2006             | Dal 1996 dotato di un TIO-540-AF1B |
| M20T Predator            | -                      | Lycoming AEIO-540                                                              | 220 kW (300 shp) | 6        |                         | 1991                  | Prototipo assemblato nel 1991 per partecipare alla gara della USAF Enhanced Flight Screener poi vinta dallo Slingsby T-67 Firefly                                                         |
| M20R Ovation / Ovation 2 | 30 giugno 1994         | Continental IO-550-G5/6/7/10                                                   | 210 kW (280 shp) | 6        | 1 528 kg                | 1994–2001             | |
| M20K Encore              | 1997                   | Continental TSIO-360-SB2                                                       | 165 kW (220 shp) | 6        | 1 420 kg                | 1997-1998             | M20K rimotorizzato e con peso massimo al decollo aumentato |
| M20S Eagle / Eagle 2     | 7 marzo 1999           | Continental IO-550-G6                                                          | 182 kW (244 shp) | 6        | 1 450 kg                | 1999–2003             | La versione Eagle 2 include una nuova elica tripala e interni ridisegnati |
| M20TN Acclaim            | 22 dicembre 2006       | Continental TSIO-550-G1/2/3/4/5                                                | 210 kW (280 shp) | 6        | 1 450 kg                | 2006–2008             | |
| M20U Ovation Ultra       | 18 marzo 2017          | Continental IO-550-G                                                           | 210 kW (280 shp) | 6        | 1 450 kg                | 2017–                 | |
| M20V Acclaim Ultra       | 28 marzo 2017          | Continental TSIO-550-G                                                         | 210 kW (280 shp) | 6        | 1 450 kg                | 2017–                 | |